# Interkosmos 10
Interkosmos 10 (Интеркосмос 10  em russo), também denominado de DS-U2-IK Nº 4, foi um satélite artificial soviético lançado em 30 de outubro de 1973 por meio de um foguete Kosmos-3M a partir do Cosmódromo de Plesetsk.

## Características
O Interkosmos 10 foi o quarto membro da série de satélites DS-U2-IK e foi dedicado ao estudo da ionosfera terrestre.
O mesmo estava enquadrado dentro do programa de cooperação internacional Interkosmos entre a União Soviética e outros países. Foi injetado em uma órbita inicial de 1477 km de apogeu e 265 km de perigeu, com uma inclinação orbital de 74 graus e um período de 102,0 minutos. Reentrou na atmosfera em 1 de julho de 1977.